# کلیسورا (دویواتس)
کلیسورا (به صربی: Klisura) یک منطقهٔ مسکونی در صربستان است که در دویواتس واقع شده‌است.